# Parafia Trójcy Przenajświętszej i św. Kazimierza w Miednikach Królewskich
Parafia św. Trójcy Przenajświętszej i św. Kazimierza w Miednikach Królewskich (lt. Šv. Jono Krikštytojo parapija) – parafia rzymskokatolicka administracyjnie należąca do dekanatu nowowilejskiego archidiecezji wileńskiej. 